# Willy Lund
Willy Lund (* um 1940) ist ein ehemaliger schwedischer Badmintonspieler. 

## Karriere
Willy Lund gewann nach drei Juniorentiteln 1964 seine erste nationale Meisterschaft bei den Erwachsenen. Weitere Titelgewinne folgten 1965, 1966, 1967, 1969, 1971 und 1973. 1964 siegte er bei den Norwegian International.

## Sportliche Erfolge
| Saison    | Veranstaltung                     | Disziplin    | Platz | Name                                            |
| --------- | --------------------------------- | ------------ | ----- | ----------------------------------------------- |
| 1958/1959 | Schweden: Einzelmeisterschaft U19 | Mixed        | 1     | Willy Lund / Ann-Christine Rosenquist (BK Aura) |
| 1958/1959 | Schweden: Einzelmeisterschaft U19 | Herreneinzel | 1     | Willy Lund (BK Aura)                            |
| 1958/1959 | Schweden: Einzelmeisterschaft U19 | Herrendoppel | 1     | Rolf Hansson / Willy Lund (BK Aura)             |
| 1963/1964 | Schweden: Einzelmeisterschaft     | Mixed        | 1     | Willy Lund / Eva Pettersson (MAI / Ystads BK)   |
| 1964/1965 | Schweden: Einzelmeisterschaft     | Herrendoppel | 1     | Willy Lund / Benny Wihlborg (MAI)               |
| 1965/1966 | Schweden: Einzelmeisterschaft     | Herrendoppel | 1     | Willy Lund / Göran Wahlqvist (MAI)              |
| 1966/1967 | Schweden: Einzelmeisterschaft     | Herrendoppel | 1     | Willy Lund / Göran Wahlqvist (MAI)              |
| 1968/1969 | Schweden: Einzelmeisterschaft     | Herrendoppel | 1     | Willy Lund / Göran Wahlqvist (MAI)              |
| 1970/1971 | Schweden: Einzelmeisterschaft     | Herrendoppel | 1     | Willy Lund / Göran Wahlqvist (MAI)              |
| 1972/1973 | Schweden: Einzelmeisterschaft     | Mixed        | 1     | Willy Lund / Britt-Marie Larsson (MAI)          |
| 1979/1980 | Schweden: Einzelmeisterschaft O35 | Mixed        | 1     | Willy Lund / Eva Stuart (Enighet)               |
| 1979/1980 | Schweden: Einzelmeisterschaft O35 | Herrendoppel | 1     | Bertil Lindgren / Willy Lund (Enighet)          |

## Referenzen
- http://iof1.idrottonline.se/SvenskaBadmintonforbundet/Forbundet/Statistik/Seniorer/SvenskaMasterskapsenior/

| Personendaten    | Personendaten                 |
| ---------------- | ----------------------------- |
| NAME             | Lund, Willy                   |
| KURZBESCHREIBUNG | schwedischer Badmintonspieler |
| GEBURTSDATUM     | um 1940                       |